# Jamie Lee Curtis

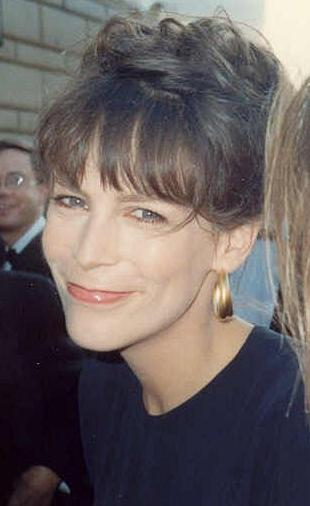
Curtis tijdens de Emmy Awardsuitreiking in 1989

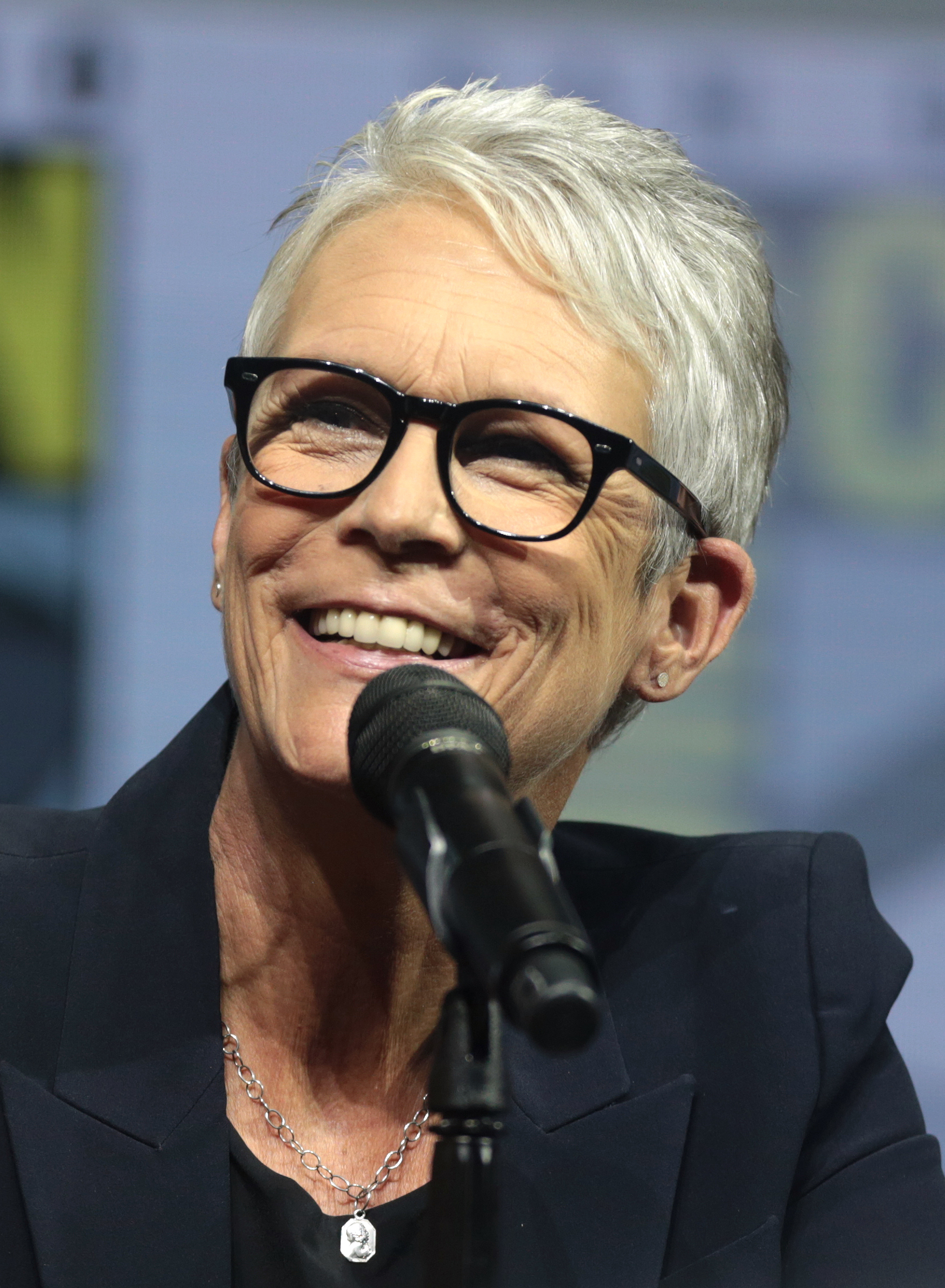
Curtis tijdens de San Diego Comic-Con in 2018

Jamie Lee Curtis (sinds 1996 ook wel Baroness Haden-Guest, Los Angeles, 22 november 1958) is een Amerikaans filmactrice. Curtis won onder meer Golden Globes voor haar rollen in Anything But Love en True Lies, een American Comedy Award, een Saturn Award (beide voor True Lies), een BAFTA Award voor Trading Places en een Academy Award (beter gekend als een Oscar) voor Beste actrice in een bijrol met de film Everything Everywhere All at Once.

## Levensloop
Curtis is een dochter van de acteurs Tony Curtis en Janet Leigh. Ze woonde colleges bij aan de University of the Pacific in Stockton (Californië), maar verliet de school na een semester om een acteercarrière na te streven. Haar eerste film betekende meteen haar doorbraak: Halloween. Ze speelde Laurie Strode, een meisje dat wordt opgejaagd door een psychopathische moordenaar, Michael Myers. Curtis maakte meteen daarna nog enkele slasher-films in de vorm van The Fog, Prom Night en Terror Train (alle drie uit 1980). Het leverde haar als bijnaam "Scream Queen" op. Curtis speelde later niettemin ook in komische films, bijvoorbeeld toen ze verscheen als Ophelia in Trading Places (met Eddie Murphy en Dan Aykroyd) en in A Fish Called Wanda, als minnares van John Cleese. In 1985 speelde ze dan weer met John Travolta in de romantische dramafilm Perfect.

### Halloween
Na Halloween en Halloween II (1981) zei Curtis de filmreeks gedag (hoewel haar stem nog wel in het derde deel werd gebruikt). De reeks mocht haar echter weer verwelkomen toen ze zeventien jaar later bereid was nogmaals Laurie Strode te spelen in het inmiddels zevende Halloween-deel, Halloween H20: 20 Years Later. De makers van Scream 3 (2000) wilden Curtis daarop graag een cameo geven in hun film, maar dit aanbod sloeg ze af. In Halloween: Resurrection (2002) was ze nogmaals van de partij.
In 2018 kroop Jamie Lee Curtis wederom in de huid van Laurie Strode in Halloween. Deze film was een eerbetoon aan de allereerste Halloween-film uit 1978 en speelt zich af veertig jaar na de nacht waarin Laurie voor het leven werd getraumatiseerd door seriemoordenaar Michael Myers. Ook in 2021 en 2022 herhaalde ze haar rol in de serie Halloween-films.

### Privé
Op 18 december 1984 trouwde Curtis met acteur Christopher Guest. Samen met hem adopteerde ze in 1986 een dochter en in 1996 een zoon. Toen Guests vader in 1996 overleed, erfden hij en zijn echtgenote de baron- en baronestitel.

### Televisie
In 1977 speelde ze een gastrol als serveerster in seizoen 6 aflevering 3 van de serie Columbo 'The Bye-Bye Sky High I.Q. Murder Case'.  Jamie Lee Curtis speelde ook een gastrol in seizoen I aflevering 9 van de televisieserie Buck Rogers", deze aflevering is genaamd "Unchained Woman" en oorspronkelijk in de VS en Canada uitgezonden op donderdag 1 november 1979.